# Крымов, Пантелеймон Александрович
Пантелеймон Александрович Крымов (13 февраля 1919, Петроград — 19 июня 1982, Ленинград) — советский российский актёр театра и кино.

## Биография
Пантелеймон Крымов родился в Петрограде, в семье главного бухгалтера Октябрьской железной дороги Александра Крымова. Учился в средней ленинградской школе № 4, которую окончил в 1937 году; после окончания школы 5 месяцев работал лаборантом-химиком на заводе имени Лепсе, а с февраля по сентябрь 1938 года по направлению Красногвардейского РК ВЛКСМ — старшим пионервожатым в ленинградской средней школе № 23.
Летом 1938 года Крымов поступил на исторический факультет Ленинградского государственного университета, откуда, после двух лет обучения, забрал документы и поступил на актёрский факультет Ленинградского театрального института. Учёбу Крымова в 1941 году прервала начавшаяся Великая Отечественная война. В октябре 1941 года его мобилизовали, воевал на Ленинградском фронте, был шофёром Мостовой роты 21-го отдельного моторного понтонно-мостового батальона. Последние годы воевал на 2-м Украинском фронте, демобилизован в 1945 году. За заслуги в годы войны награждён медалями «За оборону Ленинграда» (1943), «За боевые заслуги» (1945), «За взятие Вены» (1945), «За взятие Будапешта» (1945), «За победу над Германией» (1945).
После войны Крымов продолжил учёбу в Ленинградском театральном институте (в мастерской Н. Е. Серебрякова), окончив его в 1948 году. Был принят в труппу «Нового театра», на сцене которого нередко играл главные роли. В 1949 году покинул Ленинград и недолгое время служил в Дагестанском русском театре драмы имени М. Горького. По возвращении в Ленинград в 1950 году был принят в трупу Театра имени Ленинского комсомола, где состоялось его знакомство с Георгием Товстоноговым, годом ранее возглавившим театр.
Год спустя Крымов покинул Театр имени Ленинского комсомола и вновь стал актёром «Нового театра», в котором служил до 1956 года, когда был приглашён Товстоноговым в Большой драматический театр имени А. М. Горького. В БДТ он сыграл, в частности, Учителя в «Безымянной звезде» М. Себастиана. Был назначен на роль князя Мышкина в намечавшейся постановке «Идиота», однако роль не сыграл — не явившись на первую же репетицию, он был заменён на Иннокентия Смоктуновского, для которого эта роль стала трамплином в его карьере. В 1957 году был уволен из театра за неоднократные нарушения дисциплины.
С 1959 года Крымов был актёром Академического театра драмы имени А. С. Пушкина; одна из самых запомнившихся его ролей — Алексей Вязьмин в спектакле «Всё остаётся людям» по пьесе С. Алёшина (1959).
В кино Пантелеймон Крымов дебютировал в 1957 году в историко-революционной драме Тамары Родионовой «Степан Кольчугин», где сыграл небольшую роль молодого забойщика. Активно снимался в 1960-е годы. Среди лучших ролей — Фролов в «Даме с собачкой», Ефимович в «Кроткой», Бахтюков в фильме «Мальчик с коньками», учитель в «Похождениях зубного врача», Лев Казимирович в фильме «Печки-лавочки», Сергей Макарович в «Подранках».
Умер актёр 19 июня 1982 года в Ленинграде и похоронен на Южном кладбище.

## Семья
Отец — Александр Иванович Крымов (1880—1938, арестован и расстрелян), главный бухгалтер Октябрьской железной дороги.
Мать — Ираида Васильевна (1888 — январь 1942) домохозяйка, работала продавцом в книжном магазине. Погибла во время блокады Ленинграда.
Сестра — (? — ?)
Младший брат — Александр (1926 — май 1942) погиб во время блокады Ленинграда.
Жена — Ольга Александровна, актриса «Нового театра». После ухода из театра работала чертёжницей, инженером-технологом. В 1955 году брак распался.
- Сын — Алексей Пантелеймонович Крымов (1948 — 2012), в 1970 году окончил ЛГИТМиК, был актёром различных театров Ленинграда, снимался в небольших ролях в кино и телесериалах. Похоронен рядом с отцом в Петербурге на Южном кладбище.

## Творчество

### Роли в театре

#### Большой драматический театр имени М. Горького
- 1957 — «Безымянная звезда» М. Себастияна — Миройю

#### Театр драмы имени А. С. Пушкина(1959 — 1964)
- 1959 — «Живой труп» Н. Ф. Погодина — Петушков, художник
- 1959 — «Оптимистическая трагедия» Вс. Вишневского — 1-й пленный офицер
- 1959 — «На дне» М. Горького — Актёр
- 1959 — «Всё остаётся людям» С. И. Алёшина — Вязьмин Алексей Николаевич, научный сотрудник
- 1959 — «Двенадцатый час» А. Н. Арбузова — Безенчук Ромка, инженер из только что окончивших
- 1960 — «Суровое счастье» — Козырев
- 1961 — «Друзья и годы» Л. Г. Зорина — Владимир Платов
- 1961 — «Потерянный сын» А. Н. Арбузова — Охотников Николай Иванович, директор школы
- 1961 — «Взрыв» И. М. Дворецкого — Клинкин
- 1961 — «Потерянный сын» — Пётр, приёмный сын Охотниковых, врач
- 1963 — «Платон Кречет» А. Е. Корнейчука — Платон Кречет

### Фильмография
- 1957 — Степан Кольчугин — забойщик
- 1957 — Шторм — Поклевский
- 1960 — Домой — Гущин
- 1960 — Дама с собачкой — Алексей Степанович
- 1960 — Балтийское небо — Ховрин
- 1960 — Чужая беда — Раздобреев
- 1960 — Победитель
- 1960 — Кроткая — Ефимович
- 1960 — И снова утро — Комаров
- 1962 — Мальчик с коньками — Бахтюков
- 1963 — Знакомьтесь, Балуев! — Петухов
- 1964 — Хотите — верьте, хотите — нет… — Синицын
- 1964 — Помни, Каспар… — мотоциклист
- 1965 — Похождения зубного врача — учитель
- 1965 — Первый посетитель — извозчик
- 1965 — На одной планете — Решетов
- 1966 — Крылья — Павел Гаврилович
- 1966 — Зося — рядовой Махин
- 1966 — В городе С. — муж больной с благодарностью за излечение Андрюша
- 1967 — Четыре страницы одной молодой жизни
- 1967 — Тихая Одесса — Донатов
- 1967 — Седьмой спутник — Дмитрий Андреевич
- 1967 — Поиск — инженер
- 1967 — Особое мнение — Скурчихин
- 1967 — Мятежная застава
- 1967 — Житие и вознесение Юрася Братчика — однорукий крестьянин
- 1967 — Его звали Роберт — машинист
- 1968 — Клоун и дым — клоун
- 1968 — Живой труп — офицер
- 1969 — Странные люди — Вениамин Захарович
- 1969 — Думы
- 1969 — Внимание, цунами! — Семашко
- 1969 — Берег юности
- 1969 — Белый флюгер — доктор
- 1970 — Ночная смена — работник киноателье
- 1970 — Мой добрый папа — старик «Ливерпуль»
- 1971 — Ход белой королевы — адмирал
- 1971 — Пятнадцатая весна — дед Саши
- 1971 — Пристань на том берегу — батальонный комиссар
- 1971 — Красная метель — отец
- 1971 — Драма из старинной жизни — режиссёр дворового театра
- 1971 — Телеграмма — клоун (нет в титрах)
- 1972 — Такая длинная, длинная дорога… — орденоносец
- 1972 — Табачный капитан — заморский судостроитель
- 1972 — Печки-лавочки — Лев Казимирович
- 1972 — Круг — дядя Гриша
- 1972 — Звезда в ночи — Верещагин
- 1973 — Цемент — Ивагин
- 1973 — Открытая книга
- 1973 — Исполняющий обязанности — Яковлев
- 1973 — А вы любили когда-нибудь? — Вдовин
- 1974 — Врача вызывали? — председатель товарищеского суда
- 1975 — Агония — лакей в ресторане
- 1975 — На всю оставшуюся жизнь — Сухоедов
- 1976 — Подранки — Сергей Макарович
- 1977 — Открытая книга
- 1977 — Бухта радости — Потёмкин
- 1978 — Сегодня или никогда — учёный
- 1978 — Стратегия риска — геолог Смоленцев
- 1979 — Сегодня и завтра — Пантелеймон Александрович
- 1980 — Мой папа — идеалист — Михалевич
- 1982 — Свидание